# Branlebas (contre-torpilleur, 1907)
Pour les articles homonymes, voir Branlebas (navire).
Le Branlebas est le navire de tête de sa classe de contre-torpilleurs construits pour la marine française au cours de la première décennie du XXe siècle.
Pendant la Première Guerre mondiale, le Branlebas a heurté une mine le 30 septembre 1915 et a coulé dans la mer du Nord entre Dunkerque (France) et Nieuport (Belgique).

## Conception
La classe Branlebas était un développement de la classe Claymore, et était l’évolution finale du type de contre-torpilleurs de 300 tonnes que les Français avaient construit depuis 1899, avec leur première classe de contre-torpilleurs, la classe Durandal. Comme tous les contre-torpilleurs de 300 tonnes, la classe Branlebas avait un gaillard d'avant surélevé, prolongé par un tillac surélevé au-dessus de la coque, allant jusqu’à la poupe.
Les navires mesuraient 58 mètres de longueur entre perpendiculaires et 59,06 m de longueur hors tout,, avec une largeur de 6,28 mètres et un tirant d'eau maximal de 2,37 mètres. Leur déplacement était de 350 tonnes. Deux chaudières Normand ou Du Temple, alimentées au charbon, alimentaient en vapeur deux moteurs à vapeur à triple expansion, d’une puissance nominale de 6800 chevaux (5100 kW), et entraînaient deux arbres d'hélice, donnant une vitesse prévue de 27,5 nœuds (50,9 km/h). Les navires avaient une autonomie de 2100 milles marins (3900 km) à 10 nœuds (19 km/h).
Une ceinture blindée de 20 millimètres a été installée pour protéger les chaudières et les machines contre les éclats d’obus,. La classe a été construite avec l’armement standard des contre-torpilleurs de 300 tonnes, avec un seul canon de 65 mm à l’avant, complété par six canons de 47 mm, ainsi que deux tubes lance-torpilles de 450 mm. Les navires avaient un effectif de 4 officiers et 56 hommes du rang.

## Carrière
Le Branlebas a été mis en chantier au chantier naval Chantiers et Ateliers Augustin Normand du Havre en novembre 1905, et il a été lancé le 8 octobre 1907. Il a atteint une vitesse de 28,76 nœuds (53,26 km/h) lors de ses essais en mer.
Lorsque la Première Guerre mondiale éclate, en août 1914, le Branlebas est affecté à la 1ère escadrille de torpilleurs de la 2e escadre légère basée à Cherbourg.